# La Bigne
La Bigne est une ancienne commune française, située dans le Bocage virois, dans le département du Calvados en région Normandie, peuplée de 212 habitants.

## Géographie
La commune est au nord du Bocage virois, dans le Pré-Bocage, désignation récente, sorte de seuil du Massif armoricain. Son bourg est à 7,5 km à l'ouest d'Aunay-sur-Odon, à 11 km au sud-ouest de Villers-Bocage et à 12 km à l'est de Saint-Martin-des-Besaces.
Le point culminant (266 m) se situe en limite sud, près du lieu-dit les Hiettes, sur une pente qui culmine à 325 m sur la commune d'Ondefontaine voisine. Le point le plus bas (152 m) correspond à la sortie de l'Odon du territoire, au nord-est. La commune est bocagère.
| Jurques | Jurques, Saint-Georges-d'Aunay (comm. nouv. de Seulline) | Saint-Georges-d'Aunay (comm. nouv. de Seulline)               |
| Jurques | La Bigne                                                 | Saint-Georges-d'Aunay (comm. nouv. de Seulline)               |
| Jurques | Ondefontaine                                             | Saint-Georges-d'Aunay (comm. nouv. de Seulline), Ondefontaine |

## Toponymie
Le nom de la localité est attesté sous les formes La Bigne, Labunia en 1035-1037, Buignes en 1208, La Buigne en 1371.
Le toponyme serait issu du latin tardif bunia, « bosse », « butte ».
Le gentilé est Bignetons.

## Politique et administration
| Période                                  | Période       | Identité         | Étiquette | Qualité     |
| ---------------------------------------- | ------------- | ---------------- | --------- | ----------- |
| Les données manquantes sont à compléter. |               |                  |           |             |
| 1996                                     | décembre 2016 | Patrick Duchemin | SE        | Agriculteur |

Le conseil municipal était composé de onze membres dont le maire et deux adjoints.

## Démographie
L'évolution du nombre d'habitants est connue à travers les recensements de la population effectués dans la commune depuis 1793. À partir du 1er janvier 2009, les populations légales des communes sont publiées annuellement dans le cadre d'un recensement qui repose désormais sur une collecte d'information annuelle, concernant successivement tous les territoires communaux au cours d'une période de cinq ans. 
Pour les communes de moins de 10 000 habitants, une enquête de recensement portant sur toute la population est réalisée tous les cinq ans, les populations légales des années intermédiaires étant quant à elles estimées par interpolation ou extrapolation. Pour la commune, le premier recensement exhaustif entrant dans le cadre du nouveau dispositif a été réalisé en 2007,.
En 2021, la commune comptait 212 habitants, en évolution de 0 % par rapport à 2015 (Calvados : +1,58 %, France hors Mayotte : +2,49 %).
Au premier recensement républicain, en 1793, La Bigne comptait 450 habitants, population jamais atteinte depuis.
| 1793 | 1800 | 1806 | 1821 | 1831 | 1836 | 1841 | 1846 | 1851 |
| ---- | ---- | ---- | ---- | ---- | ---- | ---- | ---- | ---- |
| 450  | 312  | 322  | 321  | 327  | 318  | 316  | 309  | 307  |

| 1856 | 1861 | 1866 | 1872 | 1876 | 1881 | 1886 | 1891 | 1896 |
| ---- | ---- | ---- | ---- | ---- | ---- | ---- | ---- | ---- |
| 294  | 281  | 278  | 249  | 264  | 251  | 237  | 228  | 225  |

| 1901 | 1906 | 1911 | 1921 | 1926 | 1931 | 1936 | 1946 | 1954 |
| ---- | ---- | ---- | ---- | ---- | ---- | ---- | ---- | ---- |
| 210  | 214  | 214  | 194  | 172  | 187  | 175  | 175  | 162  |

| 1962 | 1968 | 1975 | 1982 | 1990 | 1999 | 2007 | 2012 | 2017 |
| ---- | ---- | ---- | ---- | ---- | ---- | ---- | ---- | ---- |
| 179  | 154  | 132  | 154  | 162  | 172  | 183  | 206  | 214  |

| 2019 | - | - | - | - | - | - | - | - |
| ---- | - | - | - | - | - | - | - | - |
| 215  | - | - | - | - | - | - | - | - |

## Lieux et monuments
- Église Saint-Marcouf, reconstruite à partir du XIXe siècle[10].

## Personnalités liées à la commune
- Gace de La Bigne (1328-1384), maître chapelain de trois rois de France, dont Jean II le Bon avec lequel il partagea la captivité en Angleterre à l'issue de la bataille de Poitiers (1356), également poète à l'origine du Roman des Deduis (dédié à Philippe le Hardi, fils de Jean II le Bon, ouvrage qui fut repris plus tard au compte de Gaston Phoebus), également impulseur du Franc (comme monnaie de rançon pour la liberté de Jean II le Bon).
- Marguerin de La Bigne (vers 1546-vers 1595), théologien.
- Les marquis de La Bigne, dont François-Étienne-Michel de La Bigne, page de la Grande Écurie, puis commandant le premier manège du roi[11].